# 三日賽
三日賽是由盛裝舞步、場地障礙賽及越野障礙賽三項混合馬術比賽，是奧林匹克運動會正式比賽項目。如果可以在同一天內做出上述動作稱為一日賽，「三日賽」往往需要超過四天來完成，前兩天有盛裝舞步和越野，然後在最後一天進行障礙跳躍。三日賽以前被稱為綜合訓練，這個名字在許多小型組織中依然在使用。

## 內容
三日賽是指在三天中進行多項的馬術競賽，常態隊伍中包括了三名男選手一女選手，選手要和馬匹為期三天的進行各項比賽，世界馬術錦標賽、奧運會等綜合運動會舉行項目通常如下：
- 首日：馬術訓練，盛裝舞步
- 次天：馬匹速度及耐能，越野障礙賽
- 第三天：障礙賽，場地障礙賽

取這三項的最佳成績（馬術競賽的分數越低，代表成績越好，下同）總和為最終成績，成績最好的即為冠軍。

## 外部連結
- Eventing Article on Pony Galaxy
- Eventing on the official site of the global governing body, the FEI（页面存档备份，存于）
- United States Eventing Association
- British Eventing Association（页面存档备份，存于）
- Eventing Safety & Risk Management（页面存档备份，存于）
- Eventing Ireland
- Eventing In Canada（页面存档备份，存于）
- USREF – The US non-profit organization that promotes safety and welfare in Eventing
- Express Eventing – the new compact version of the sport
- United States Equestrian Federation Eventing（页面存档备份，存于）